# Habrocestum orientale
Habrocestum orientale är en spindelart som beskrevs av Zabka 1985. Habrocestum orientale ingår i släktet Habrocestum och familjen hoppspindlar. Inga underarter finns listade i Catalogue of Life.